# Графство Дагсбург
Графството Дагсбург (на немски: Grafschaft Dagsburg; на френски: Comté de Dabo, Comté de Dagsbourg) е графство на Свещената Римска империя в Горна Лотарингия със столица Дагсбург (днес Дабо в Мозел във Франция) през 11 и 12 век, когато територията принадлежи още към Елзас.
Резиденциите са в Дабо (Мозел) – Егисхайм (Ба Рен) – Харденбург (Мозел) – Дюркхайм (Рейнланд-Пфалц). Управлявано е от династиите до 1241 г. Етихониди; от 1241 г. Лайнинген-Дагсбург; от 1467 г. Лайнинген-Дагсбург-Харденбург.
Графството има територия от 16 000 ha и ок. 600 жители (1764 г.).

## Графове на Дагсбург
- Хуго VI († 1048), граф в Нордгау и граф на Егисхайм, ок. 1000, ∞ Хайлвиг фон Дагсбург
- Хуго VII († 1046/49), граф на Дагсбург; син на Хуго VI.
- Хайнрих I († 1065), граф на Егисхайм и Дагсбург; син на Хуго VII.
- Хуго VIII фон Егисхайм, 1074 граф на Дагсбург; † 1089, син на Хайнрих I.
- Алберт I фон Егисхайм († 1098), 1089 граф на Дагсбург; брат на Хуго VIII.
- Хуго IX († сл. 1178), 1103 граф на Дагсбург, 1130/37 доказан, син на Алберт I.
- Хуго X, 1137/78 доказан, граф на Дагсбург и Мец, син на Hugo IX.
- Албрехт/Алберт II († 1212), 1175 граф на Дагсбург; син на Hugo X, ∞ Гертруда фон Баден
  - Гертруд фон Дагсбург († 1225), дъщеря на Алберт II, ∞
    - (I) 1215 Теобалд I, 1213 херцог на Лотарингия, 1216 граф на Дагсбург и Мец; † 1217
    - (II) 1217 Теобалд IV Шампан, крал на Навара, разведена пр. 1223
    - (III) 1224 Симон III фон Лайнинген, 1234 граф на Дагсбург; † 1234/36. Графството Дагсбург попада така на третия ѝ съпруг Симон, който основава линията Лайнинген-Дагсбург.

- Фридрих III фон Лайнинген получава през 1241 г. графството Дагсбург и става така граф на Лайнинген-Дагсбург.

Старата линия Дагсбург измира през 1467 г. Резиденцията им попада на линията Лайнинген-Харденбург и се нарича Лайнинген-Дагсбург-Харденбург, които през 1779 г. са издигнати на имперски князе.

## Галерия
- Дагсбург, в Topographia Alsatiae
- Дагсбург (Лотарингия)
- Дворец в Егисхайм (Елзас)
- Харденбург при Бад Дюркхайм ок. 1580
- Останки от Харденбург
- Гробнатра капела (1508) на линията Лайнинген-Дагсбург-Харденбург